# Timbre-taxe de France

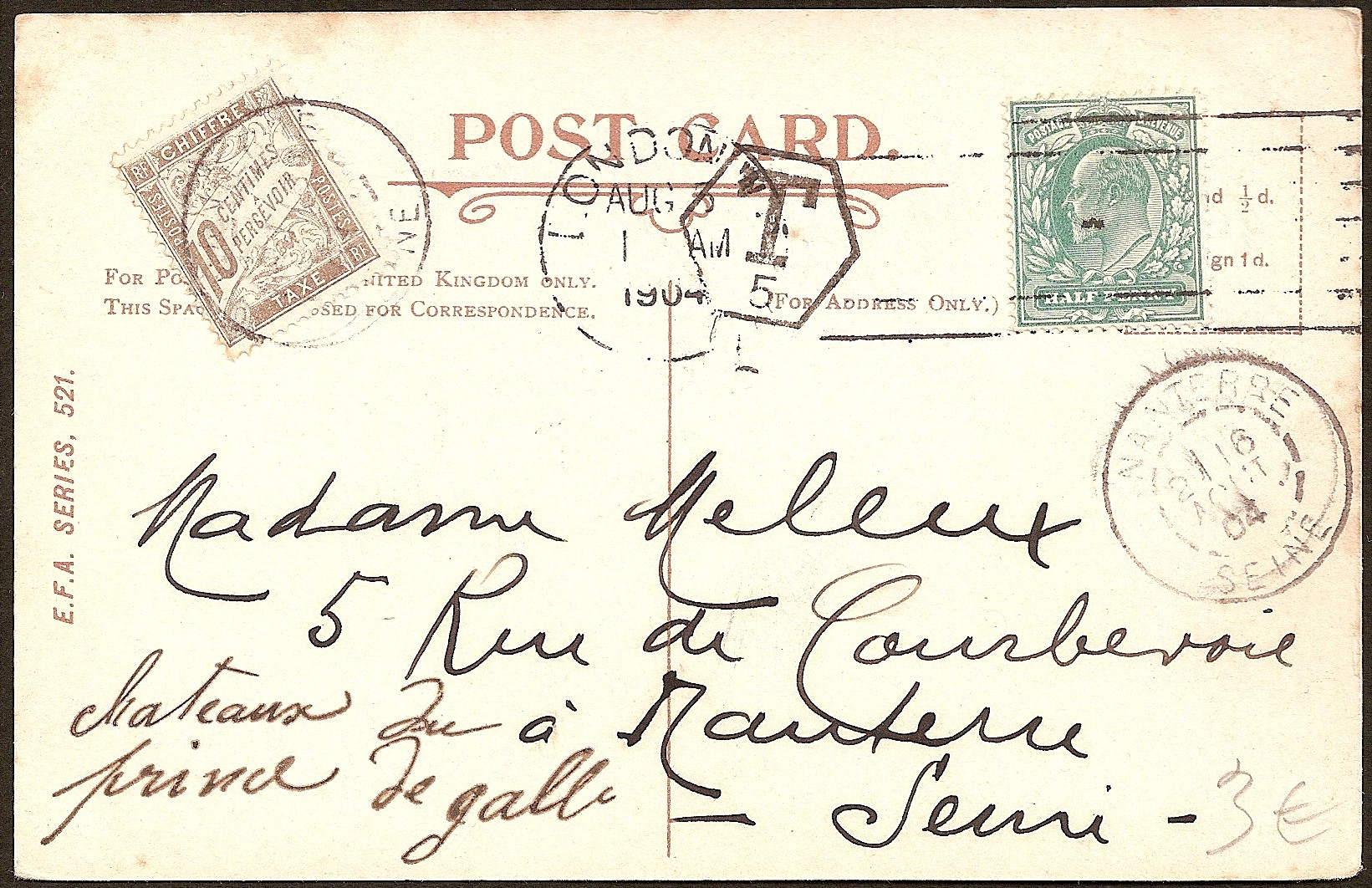
Carte postale britannique de 1904, insuffisamment affranchie signifiée par la marque postale hexagonale, elle porte un timbre-taxe français de 10 centimes.

Les timbres-taxe de France sont introduits en 1859 pour marquer sur le pli le port dû par le destinataire, dans le cas d'un affranchissement manquant ou insuffisant. Avec le succès de la réforme postale de 1849 et de l'accroissement du port payé grâce à l'usage du timbre-poste, la taxe postale à acquitter par le destinataire devient supérieure à celle de la lettre affranchie par l'expéditeur à partir de 1854.
Au départ, ils servent uniquement sur les plis destinés à être distribués localement à la campagne. À partir de 1882, ils sont utilisés sur tous les plis insuffisamment ou non affranchis qui subissent un coefficient multiplicateur de 1,5 en 1859 et de 2 en 1878.
Introduits comme chiffres-taxe en 1859, ils sont dénommés timbre-taxe en mars 1947. Les timbres-taxe dentelés disparaissent en 1988 et sont remplacés par des empreintes de machine à affranchir.

## Historique

### Avant le timbre-taxe
Même après la réforme postale et l'introduction du timbre-poste, le port est, par habitude sociale, payé par le destinataire. C'est le port dû, à l'opposé du port payé. Une marque donne le montant du transport sous la forme de chiffres manuscrits ou tamponnés dans des formats préétablis. Sous cette dernière forme apparue en 1831 pour marquer depuis l'ensemble du pays la lettre simple dont le destinataire se trouvait à Paris, elle est définie comme « timbre de taxe » par l'administration des postes. Ce n'est qu'à partir du 1er juillet 1854, avec l'instauration de la « prime à l'affranchissement » (le port payé par l'expéditeur est moins élevé que s'il est laissé à la charge du destinataire) que l'habitude d'employer les timbres-poste entre dans les mœurs. Les marques manuscrites donnent lieu à des tentatives de fraude, ce qui motivera en 1859 la création d'un « timbre-taxe mobile » imprimé.
Ces marques disparaissent définitivement le 28 février 1882 quand les timbres-taxe sont rendus obligatoires pour toute taxation quelle que soit l'origine du pli. Les timbres Banderole nécessaires sont émis le 1er octobre 1882.

### Précurseur
Il existe, en France, des précurseurs aux timbres-taxe. Des ordonnances du 14 décembre 1825 et du 17 novembre 1845 créent une « double taxe » qui frappe les lettres et les paquets des administrations d'État dont le contenu se révélait être une correspondance privée.

### Établissement et généralisation du timbre-taxe
La France a été le premier pays à émettre des timbres-taxe, en 1859, et leur style dépouillé et strictement utilitaire a été repris dans la plupart des émissions ultérieures. Le 1er janvier 1859, le chiffre-taxe émis est de 10 centimes et il sert dans les campagnes sur les plis destinés à la zone locale, que le facteur rural peut donc distribuer sur le chemin de sa tournée. Dès qu'il reçoit une lettre non affranchie, il doit immédiatement coller un de ces timbres-taxe. Le compte des timbres-taxe en la possession de l'employé permet de limiter les fraudes : certains facteurs gardent pour eux les 10 centimes de la taxe payés par les destinataires. Le coefficient d'un et demi en défaveur des lettres non affranchies locale est institué le 1er janvier 1863, entraînant l'émission d'un chiffre-taxe de 15 centimes.
Au-delà de la zone locale, la taxe en cas d'absence d'affranchissement est signifiée par l'écriture codifiée du montant de la taxe postale à demander au destinataire. Comme auparavant, elle est écrite à la plume, sauf pour le tarif de vingt centimes de la lettre simple pour lequel est créé un tampon « façon manuscrite » permettant de marquer le pli d'une taxe de 2 décimes. À partir de 1850 jusqu'en 1882, de nouveaux tampons sont progressivement produits avec des chiffres lisibles de tous à « double trait » pour les taxes les plus courantes : 25 centimes en 1850, 30 centimes en 1854 (instauration du coefficient d'un et demi), 40 centimes en 1871.
C'est le 1er mai 1878 qu'est établie une taxe de deux fois l'affranchissement si aucun timbre n'est visible, préparant les tarifs uniques et la disparition définitive de la zone locale. En 1882, tout pli dont l'affranchissement est insuffisant subi cette taxe du double.
Cependant, c'est en février 1882 qu'est décidé d'utiliser les timbres-taxe sur tous les plis insuffisamment affranchis quelle que soit leur origine.

### Fin de carrière
En 1988, les timbres-taxe, imprimés d'illustrations polychromiques de flore et de faune depuis 1964, sont retirés de la circulation. La taxe est désormais marquée par une empreinte de machine à affranchir autocollante.

## Séries de timbres-taxe de France

### Chiffres-taxe carrés

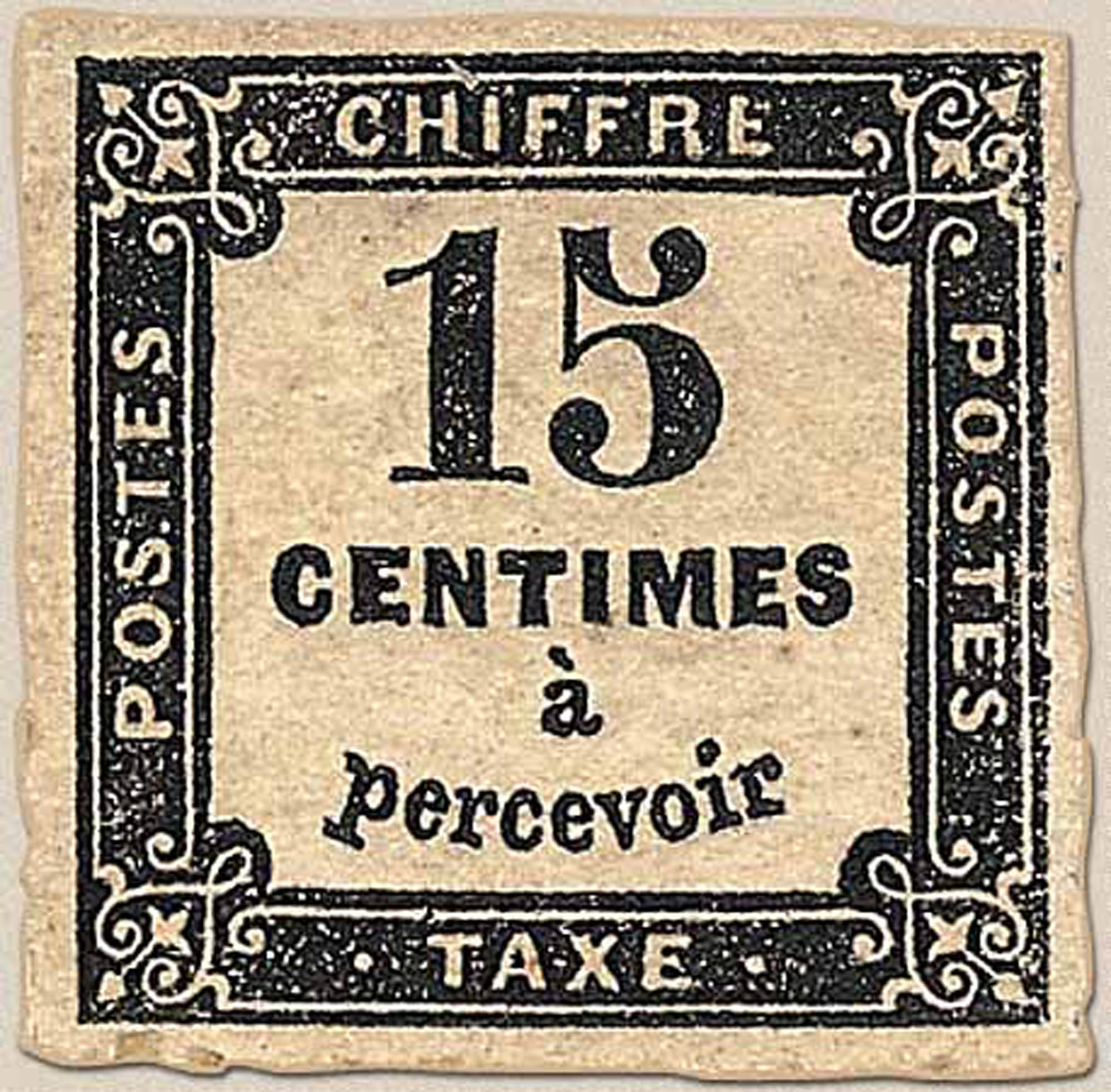
CHIFFRE TAXE 15 Centimes à percevoir

Les premiers timbres-taxe de France sont non dentelés et inscrits dans un carré noir dont les côtés sont ornés des mentions « POSTES » latéralement et « CHIFFRE » en haut, « TAXE » en bas. Au centre, est imprimée la valeur faciale «  à percevoir ». Le nom de leur auteur n'est pas connu.
Le 10 centimes noir est mis en service le 1er janvier 1859 pour la taxation du courrier local de campagne en port dû. Il est d'abord lithographié avec un texte en caractères fins, avant d'être typographié à partir de fin février 1859, version reconnaissable à des lettres plus épaisses.
Il est rejoint en 1863 par un 15 centimes pour suivre l'augmentation du tarif local en port dû à 1,5 fois le tarif en port payé à l'aide de timbre-poste. En 1871, pour permettre aux postiers de taxer aux nouveaux tarifs, sont émis des chiffres-taxe de 25, 40 et 60 centimes, les deux derniers connaissant des impressions en couleur bleu (le 60 centime apparaît en jaune-bistre le 1er septembre 1871 avant de passer en bleu à la fin du même mois).
Le 30 centimes noir de juin 1878 permet d'appliquer la taxe double sur tout pli non affranchi quelle que soit désormais son origine.

### Banderoleou typeDuvalnoir

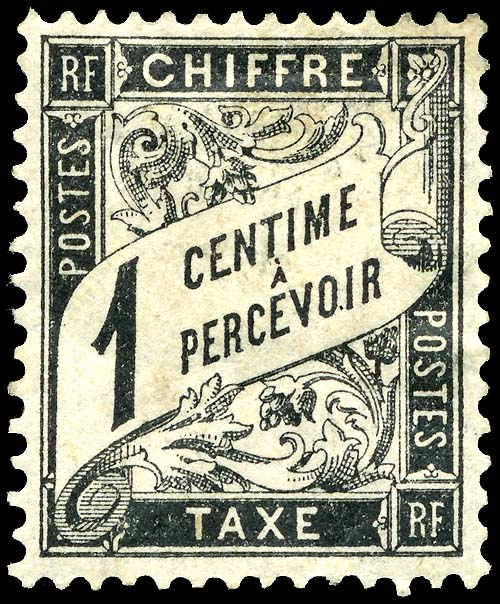
Un centime type Banderole en noir et blanc, émis en octobre 1882.

Le 7 juin 1881, le 30 centimes inaugure une nouvelle illustration pour les chiffres-taxe : de forme rectangulaire vertical comme les timbres-poste, le cadre conserve les mêmes mentions que précédemment. Au centre, sur une scène ornée, une banderole porte la valeur faciale toujours exprimée avec la phrase « à percevoir ». Le dessin est exécuté par l'architecte et dessinateur de billet de banque, Georges Duval (?-1915) et l'impression est réalisée en typographie. Les timbres-taxe sont dorénavant dentelés.
Pour permettre de signaler une taxation sur tous les courriers insuffisamment affranchis, une série de douze valeurs apparaît en octobre 1882, du 1 centime au 40 centimes et du 1 franc au 5 francs. Ils sont complétés en 1884 par un 60 centimes et en 1892 par un 50 centimes.
Rapidement, les 2, 3, 4, 20 et 40 centimes sont retirés du service en 1892, le 60 centimes en septembre 1896.

### Banderolemonochrome

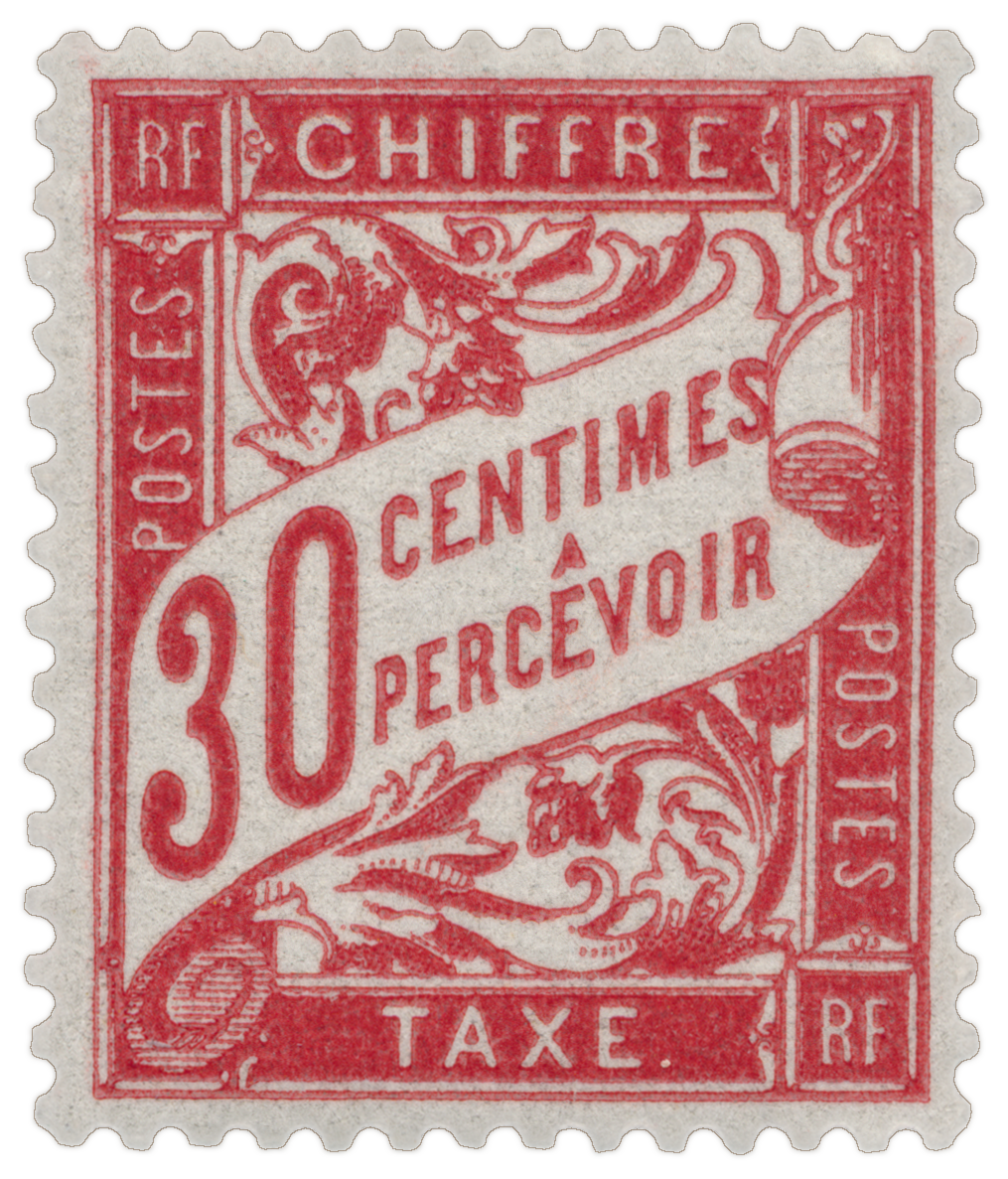
Chiffre-taxe à percevoir — type Duval de 1894.

Au printemps 1884, les trois plus fortes valeurs (1, 2 et 5 francs) sont réimprimés en marron, mais sont retirés dans les années 1890.
En 1893 et 1894, une couleur est affectée à chaque valeur non retirée du service, le 1 centime restant noir : bleu pour le 5 centimes, brun pour le 10 centimes, vert-jaune pour le 15, rouge pour le 30, lilas-brun pour le 50 centimes.
Avec l'augmentation des tarifs postaux, des valeurs apparaissent dans les années 1910 et 1920. Le 2 francs réapparut entre 1910 et 1912 en orange, revient en 1926 en violet. Entre 1923 et 1926, sont également imprimés un 25 centimes et un 40 centimes roses, un éphémère 45 centimes vert, un 60 centimes vert foncé et un 3 francs lilas-rose.
Tous les timbres au type Duval encore en usage en 1943 sont retirés du service, remplacés par la série Gerbes de blé.

### Gerbes de blé
En 1943, le nouveau type représente deux gerbes de blé entrecroisées au-dessus de la valeur faciale. Les mentions sont « FRANCE » en haut et « CHIFFRE-TAXE » en bas. Le dessin est de Pierre Gandon et la gravure d'Henri Cortot. Les timbres sont imprimés en typographie.
Onze valeurs entrent en service le 23 août 1943, du 10 centimes sépia au 5 franc rose. Les rejoignent un 4 francs violet en octobre 1945, un 10 francs orange en novembre 1945 et un 20 francs olive en mai 1946. Ces timbres servent donc pendant le régime de Vichy et le Gouvernement provisoire.
La série est modifiée entre 1946 et 1955 pour modifier la mention inférieure qui devient « TIMBRE TAXE » (sans tiret). Le timbre de 1,50 franc disparaît à cause de l'inflation qui entraînent le besoin d'imprimer un 50 francs vert foncé et un 100 francs vert.
En février 1960, cinq timbres font leur apparition avec une valeur faciale convertie en nouveau franc : le 0,05 franc rose, le 0,10 orange, le 0,20 olive, le 0,50 vert foncé et le 1 franc vert, reprenant les mêmes couleurs que leur valeur correspondante en ancien franc.
Les timbres au type Gerbes de blé sont retirés le 5 juin 1965, cinq mois après l'émission de l'ensemble des valeurs Fleurs des champs nécessaires pour leur remplacement.

### Fleurs des champs
En mai 1964, entrent en service les premiers timbres-taxe typographiés et illustrés en trois couleurs. Le sujet sont des fleurs des champs dessinées par Jacques Combet et gravés par différents artistes (dont la moitié par Jean Miermont).
Deux timbres apparaissent le 25 mai : le 0,15 franc « Coquelicot » et le 0,30 franc « Myosotis » gravés par Jean Miermont. Les suivants arrivent le 18 janvier 1965 et permettent le retrait en juin de la série Gerbes de blé : 0,05 franc « Centaure jacée » gravé par André Frères, 0,10 franc « Gentiane » par Gilbert Aufschneider, 0,50 franc « Trèfle » par André Barre et 1 franc « Soldanelle des Alpes » par Miermont.
Deux valeurs complémentaires sont ajoutées le 15 mars 1971 : un 0,20 franc « Pervenche » gravé par Claude Jumelet et un 0,40 franc « Ancolie » par Miermont.
Les huit timbres sont retirés du service en 1982 et remplacés par la série Insectes.

### Insectes
Apparue en janvier 1982, les timbres-taxe de la série Insectes sont la seule série française de taxe imprimée en taille-douce. Les dessins des spécimens vus de dessus sont signés Yvonne Schach-Duc et deux graveurs ont officié : Claude Haley et Michel Monvoisin (40 et 50 centimes, et le 5 francs).
Six timbres-taxe sont en usage à partir du 4 janvier 1982, représentant : Ampedus cinnabarinus (0,10 franc), Dorcadion fuliginator (0,20 franc), Pyrochroa coccinea (0,50 franc), Scarites laevigatus (1 franc), Trichius gallicus (2 francs) et Apoderus corily (4 francs).
Ils sont complétés par quatre valeurs, le 3 janvier 1983 : Leplura cordigera (0,30 franc), Paederus littoralis (0,40 franc), Adelia alpina (3 francs) et Trichodes alvearius (5 francs).
Ils sont tous retirés le 18 novembre 1988 et ne sont pas remplacés par une série de timbres dentelés, mais par des empreintes de machine à affranchir faisant office de timbre-taxe.

## Dans les territoires postaux français
Dentelées en métropole, les séries Banderole ont servi non dentelées dans les colonies françaises.

## Timbres-taxe de grève
Aux timbres-taxe officiels de France énoncés ci-dessus, il faut ajouter le cas particulier des trois timbres-taxe privés de grève, émis par l'Office Lainé, lors de la grève postale de 1971.

### Sources
- Catalogue de cotations de timbres de France, éd. Dallay, 2005-2006, pages 778-787. L'introduction présente les principes de la taxation en France à partir de 1859, puis liste et cote l'ensemble des timbres émis et non émis connus de France métropolitaine.